# Riddarhustorget

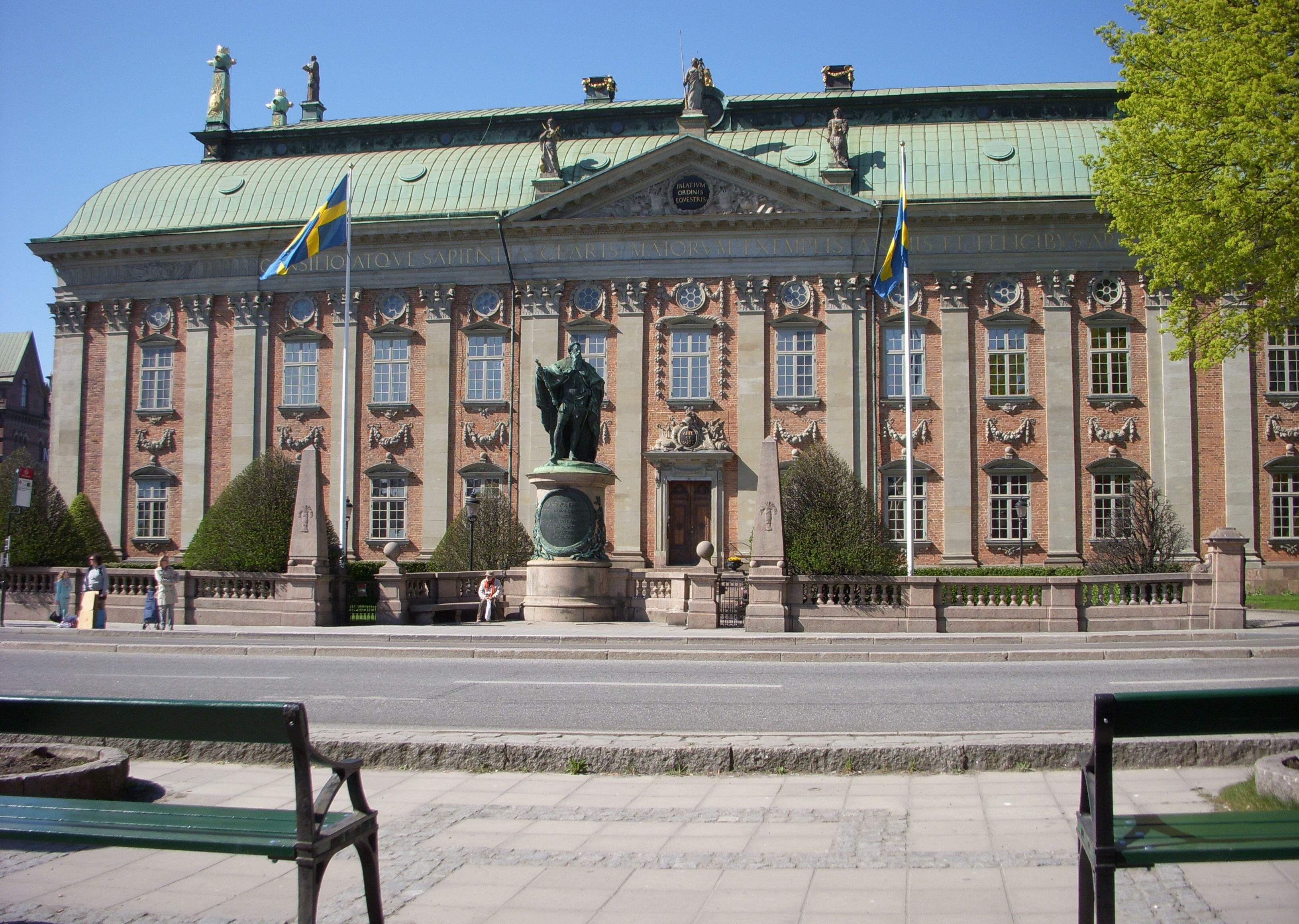
Riddarhustorget med Riddarhuspalatset.

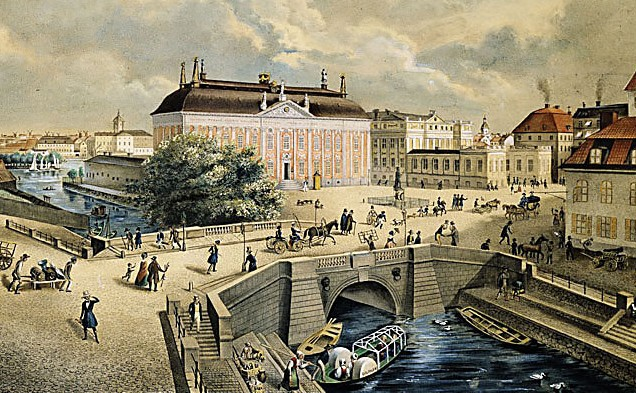
Riddarhustorget med Riddarhuspalatset och Bondeska palatset 1841.

Riddarhustorget är en plats i Gamla stan, Stockholm. Det är en hårt trafikerad plats i Myntgatans förlängning söder om Riddarhuspalatset.
Tidigare namn var Riddare Huss platzen (1641) och Riddarehus Torget (1662). Torget skapades i samband med Gamla stans första större reglering efter Stora branden 1625, som förstörde stadsdelens sydvästra delar. Då anlades bland annat stadens första paradgata, Stora Nygatan, som sträcker sig spikrakt från Kornhamnstorg i söder till Riddarhustorget i norr. Vid Riddarhustorgets norra sida skapades två tomter som bebyggdes dels med Riddarhuspalatset (uppfört 1661–1674) och Bondeska palatset (uppfört 1662–1673).
Det var på Riddarhustorget som riksmarskalken Axel von Fersen d.y. mördades av en arg folkmobb den 20 juni 1810, anklagad för att ha mordförgiftat den svenske kronprinsen Karl August.
När torget skulle utvidgas, för att kunna placera en staty över Gustav Vasa där, upplät Riddarhuset 1765 en del av sin tomt till staden. Åren 1914–1916 omändrades torget igen och då flyttades statyn till sin nuvarande plats.